# Aluísio Francisco da Luz
Aluísio Francisco da Luz, conocido futbolísticamente como Índio, (Cabedelo, 1 de marzo de 1931-Río de Janeiro; 19 de abril de 2020) fue un futbolista brasileño que jugaba de delantero.
Jugó en la Primera División con el Espanyol.
Falleció en Río de Janeiro a los ochenta y nueve años el 19 de abril de 2020, las causas del deceso no han sido publicadas.

## Carrera deportiva
Índio comenzó su carrera deportiva en el Flamengo, club en el que jugó entre 1951 y 1957, disputando 107 partidos y marcando 88 goles, siendo así una figura importante dentro del club brasileño.
En 1957 se marchó al Corinthians, club que dejó dos años después por el Espanyol de la Primera División de España.
En el Espanyol disputó cuatro temporadas entre 1959 y 1963 en las que hizo 27 goles en 69 partidos entre Primera División y Segunda División, ya que el Espanyol descendió a Segunda en la temporada 1961-62, regresando a Primera en sólo un año.
Después de dejar el Espanyol jugó en el Lusitano de Évora portugués, en el Sanjoanense, también de Portugal, y en el America Football Club de su país, donde se retiró en 1965.

## Carrera internacional
Índio fue internacional con la selección de fútbol de Brasil entre 1954 y 1957, con la que disputó siete partidos, en los que hizo dos goles.
Con la selección disputó la Copa Mundial de Fútbol de 1954.

## Clubes
| Club                 | País     | Año         |
| -------------------- | -------- | ----------- |
| Flamengo             | Brasil   | 1951 - 1957 |
| Corinthians          | Brasil   | 1957 - 1959 |
| Espanyol             | España   | 1959 - 1963 |
| Lusitano Évora       | Portugal | 1963 - 1965 |
| Sanjoanense (cedido) | Portugal | 1964 - 1965 |
| America F. C.        | Brasil   | 1965        |